# Amursana
Amursana (Tiếng Mông Cổ: ᠠᠮᠤᠷᠰᠠᠨᠠᠭ᠎ᠠ; tiếng Hán:  阿睦爾撒納, 1723 - 21 tháng 9 năm 1757), là một taishi thế kỷ 18 (太师;) hoặc hoàng tử của bộ tộc Khoit-Oirat cai trị các phần của Dzungaria và Altishahr ở tây bắc Trung Quốc ngày nay. Được biết đến như là thủ lĩnh Oirat vĩ đại cuối cùng, Amursana là người cuối cùng trong số những người cai trị Dzungar. Việc ông bị đánh bại vào cuối những năm 1750 báo hiệu sự hiện diện cuối cùng của ảnh hưởng và quyền lực của người Mông Cổ ở Nội Á, đảm bảo việc sáp nhập lãnh thổ Mông Cổ vào Đế quốc Thanh.

## Gia đình
Amursana sinh năm 1723, có mẹ là người quý tộc từ bộ tộc Dzungar-Oirat và taisha hoặc thái tử của tộc Khoit-Oirat. Mẹ của Amursana, Boitalak là con gái của Tsewang Rabtan, lãnh đạo của bộ tộc Dzungar-Oriat sau cái chết của Galdan Boshugtu Khan. Bà kết hôn lần đầu với Danjung (衷), con trai cả của Lha-bzang Khan, người trị vì bộ lạc Khoshut-Oirat. Sau cái chết của Danjung khoảng năm 1717, được cho là dưới bàn tay của cha vợ, Boitalak kết hôn với cha của Amursana, một taisha hoặc hoàng tử của gia tộc Khoit-Oirat.